# اسبله

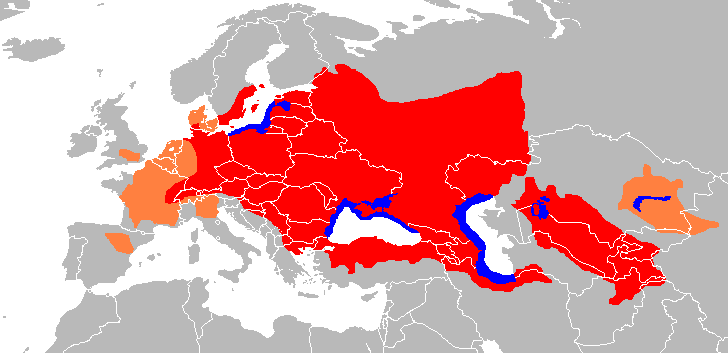
گستره حضور اسبله‌ماهی: سرخ (بومی)، آبی (بومی آب‌های ساحلی)، نارنجی (آورده شده)

اسبله (نام علمی: Silurus glanis) یکی از ماهیان بزرگ از خانواده گربه‌ماهیان است. این ماهی در منطقه وسیعی شامل مرکز، جنوب و شرق قاره اروپا تا نزدیکی دریای بالتیک و حوضه آبریز دریای خزر یافت می‌شود.
اسبله‌ماهی پولک ندارد و در آب‌های شیرین و لب‌شور زندگی می‌کند. سر این ماهی پهن و دهن آن گشاد است. ماهی اسبله دستکم سی سال عمر می‌کند و شنوایی بسیار خوبی دارد.

## مصرف خوراکی
به دلیل فقدان پولک گوشت این ماهی در فقه شیعه حرام است. گوشت اسبله سنگین‌تر از ۱۵ کیلوگرم بسیار چرب است و برای خوردن توصیه نمی‌شود. تخم‌های اسبله‌ماهی دارای سم است و نباید خورده شود. این ماهی در ایران به نام اسبله ماهی شناخته می‌شود.

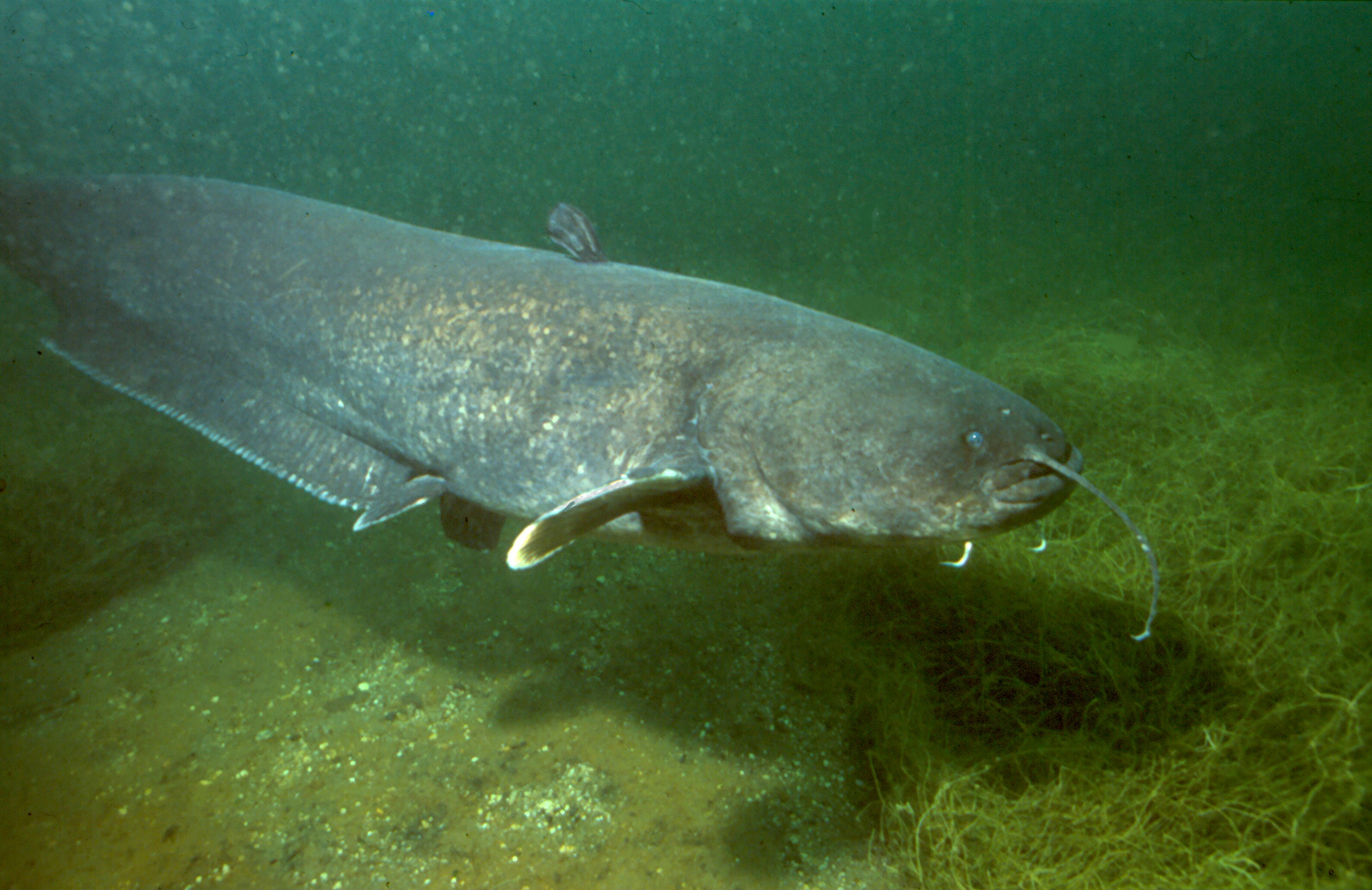
گربه ماهی ولز